# Kawaik
Els Pueblo Laguna (keres occidental: Kawaik) és una tribu reconeguda federalment d'amerindis Pueblo al centre-oest de Nou Mèxic.

## Característiques
El nom, Laguna, prové del castellà (que vol dir "petit llac") i deriva d'un llac situat a llur reserva. L'autèntic nom en keres de la tribu és Kawaik. La població de la tribu té 7.000 membres registrats, la tribu keres més gran. Els espanyols van erigir al seu territori la missió San José de la Laguna a l'antic pueblo (ara Old Laguna), acabada el 4 de juliol de 1699.
Els laguna valoren l'activitat intel·lectual i l'educació, de manera que han creat un programa de beques. L'explotació de la mineria d'urani a terres Laguna ha contribuït a aquest programa de beques. Mentre que molts nadius americans adoren el bàsquet, els Laguna i altres pueblo prefereixen el beisbol. Igual que molts Pueblo, els Laguna són experts en ceràmica nadiua.
L'empresa de la tribu Laguna Construction Company és una de les majors contractistes dels Estats Units a l'Iraq, amb contractes de reconstrucció per valor de més de 300 milions de dòlars des de 2004. A més a la seu del pueblo Laguna Industries, Inc. té oficines a Albuquerque, San Antonio i Houston (Texas), Bagdad (Iraq) i Amman (Jordània). En 2007, Laguna Construction va donar treball a 75 persones, la majoria d'ells membres de la tribu.
Mantenen forts lligams amb els acoma, incloent la localització, la llengua i un institut de batxillerat compartit.

## Demografia
La seva llengua tenia uns 1.695 parlants el 1980. Segons dades de la BIA del 1995, hi havia 7.421 apuntats al rol tribal, però segons el cens dels EUA del 2000 hi havia enregistrats 7.465 individus.

## Reserva
Llur reserva, a 35° 02′ 15″ N, 107° 15′ 03″ O / 35.03750°N,107.25083°O, està format per parts de quatre comtats: Cibola, Sandoval, Valencia i Bernalillo. Inclou les sis viles d'Encinal, Laguna, Mesita, Paguate, Paraje i Seama, i té una població total de 3.815 habitants segons el cens dels Estats Units del 2000. La reserva es troba 75 km a l'oest de la ciutat d'Albuquerque. L'àrea total és de 2.013,008 km².

## Comunitats
- Encinal
- Laguna
- Mesita
- Paguate
- Paraje
- Seama

## Galeria d'imatges

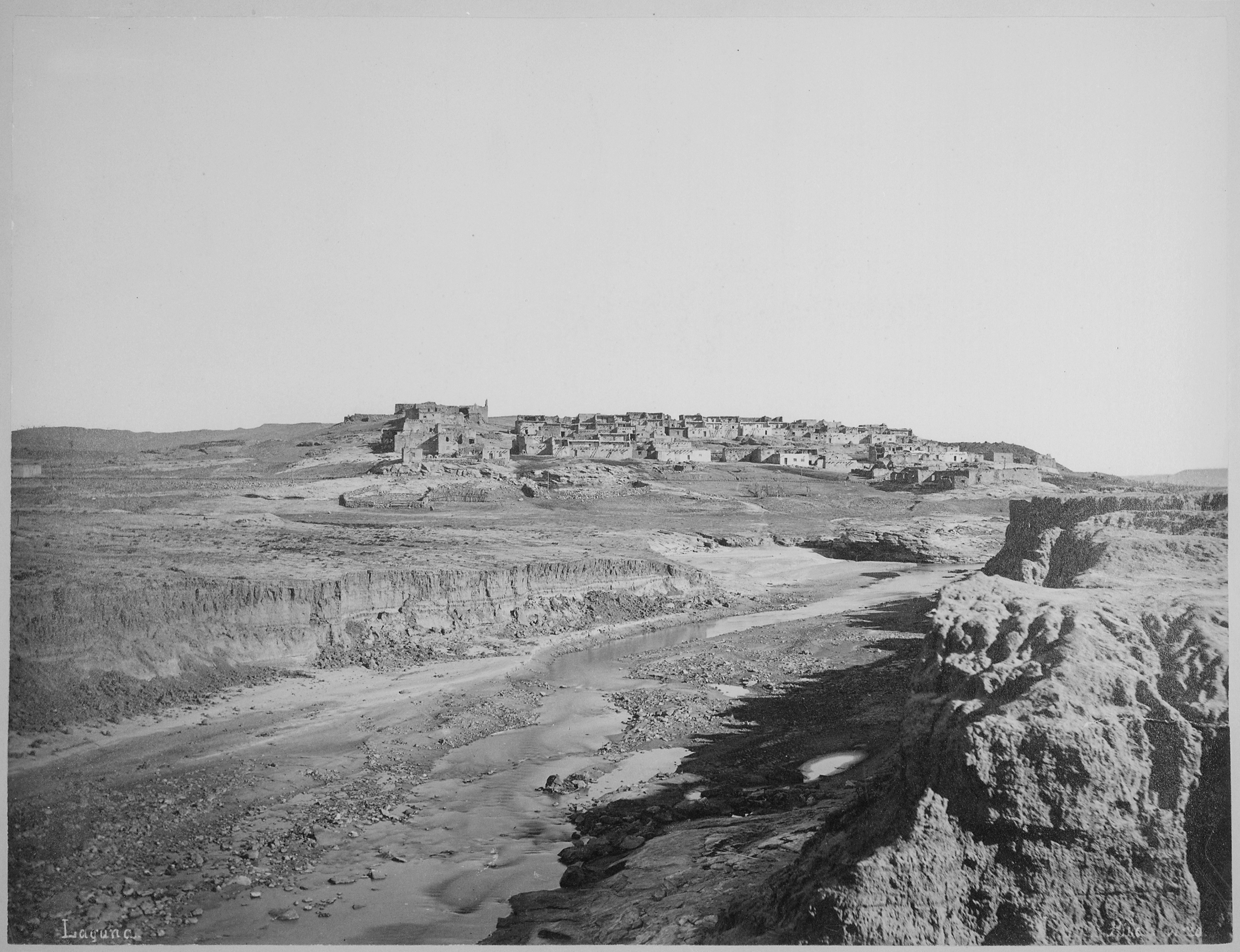
Pueblo Laguna, 1879
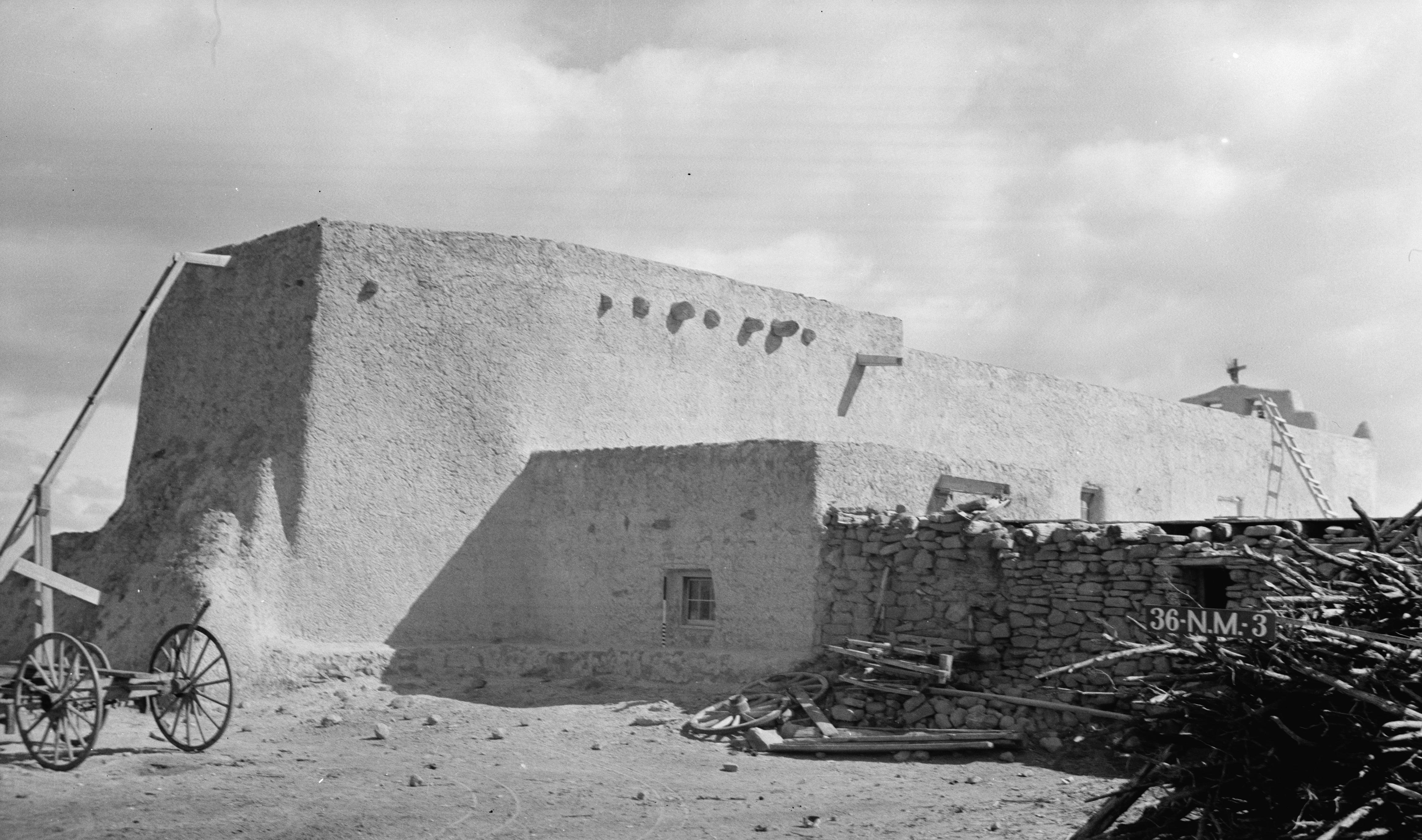
Missió i Convent de San José de Laguna
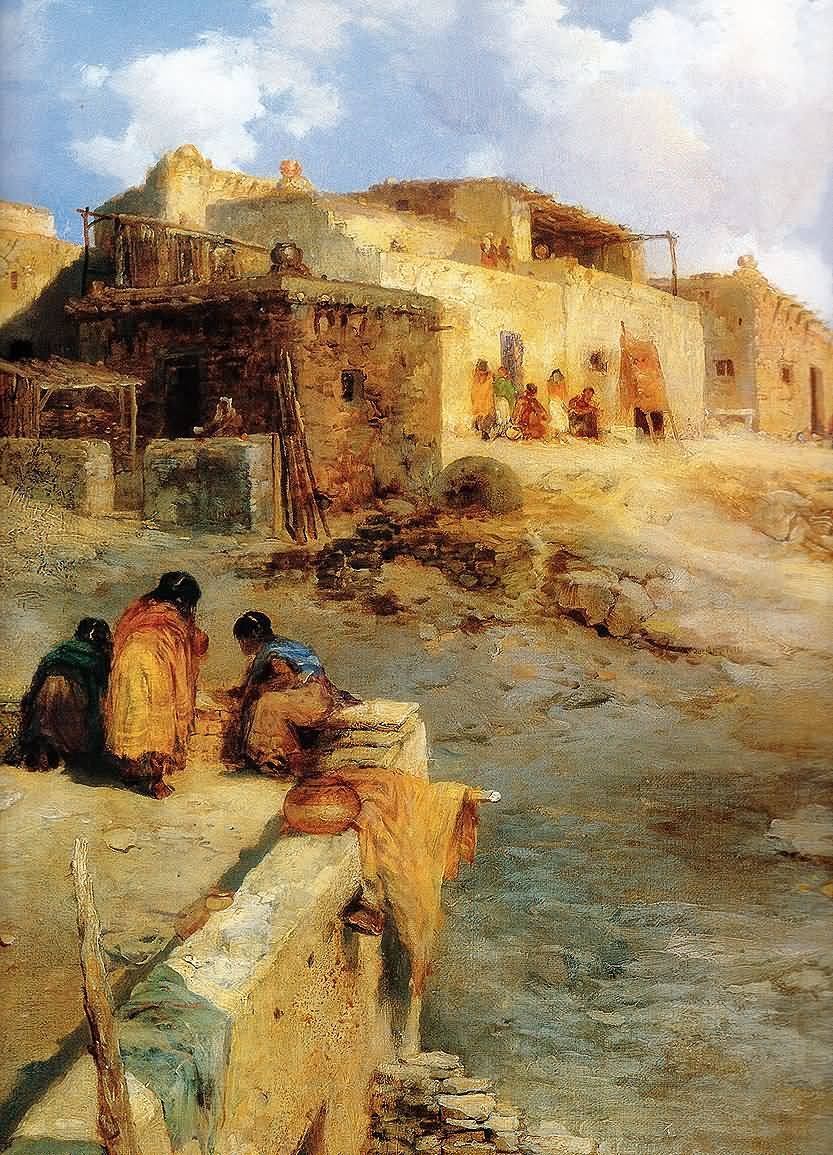
An Indian Pueblo Laguna New Mexico, per Thomas Moran